# Ferula koso-poljanskyi
Ferula koso-poljanskyi är en flockblommig växtart som beskrevs av Jevgenij Korovin. Ferula koso-poljanskyi ingår i släktet stinkflokesläktet, och familjen flockblommiga växter. Inga underarter finns listade i Catalogue of Life.